# Marcus Översjö
Marcus Bertil Översjö, född 7 februari 1989 i Borås Caroli församling, är en svensk före detta fotbollsspelare och senare tränare. Han spelade främst som mittfältare eller mittback.

## Karriär
Översjös moderklubb är IF Elfsborg, där han tog sig hela vägen från Elfsborgs P9-lag till A-truppen. Han spelade några träningsmatcher med A-laget och en match i Svenska cupen 2010. Konkurrensen i Elfsborgs trupp var för hård och Översjö lånades hösten 2010 ut till Falkenbergs FF.
Till säsongen 2011 skrev han på ett tvåårskontrakt med Falkenbergs FF.  I Falkenberg var han i stort sett ordinarie i startelvan och det blev 65 ligamatcher och 13 mål under två säsonger.
I november 2012 skrev Översjö på ett tvåårskontrakt med option på ytterligare ett år med Gais. I februari 2015 skrev Översjö på för Norrby IF. Efter säsongen 2018 avslutade Översjö sin elitkarriär och blev assisterande tränare i Norrby. Översjö fortsatte dock spela fotboll i Byttorps IF, där han gjorde nio mål på 17 matcher i Division 5 2019. Säsongen 2020 spelade Översjö åtta matcher och gjorde ett mål i Division 4.
Efter fyra år som assisterande tränare blev Översjö inför säsongen 2023 klar som huvudtränare i Norrby IF tillsammans med Jesper Swedlund. Säsongen 2024 var han ensamt huvudansvarig i klubben. Efter säsongen 2024 lämnade Översjö klubben.